# Боголій Діана
Діа́на Боголі́й (нар. 21 квітня 1995) — українська тенісистка.

## Життєпис
Народилась 1995 року. Почала займатися тенісом у віці п'яти років на твердих кортах. Брала участь у турнірах ITF Women's World Tennis Tour, де вона виграла вісім титулів у парному розряді.
Останній турнір зіграла в березні 2015 року у Анталії і не включалася до світового рейтингу з лютого 2016 року.